# Netflix Animation
Netflix Animation es un estudio de animación estadounidense y una subsidiaria de Netflix. El estudio produce y desarrolla principalmente programas animados y largometrajes.

## Historia
Cuando Netflix comenzó a producir contenido animado original en 2013, todos ellos fueron producidos por empresas de terceros, en su mayoría DreamWorks Animation Television. Sin embargo, en noviembre de 2018, se anunció que Netflix estaba desarrollando proyectos animados originales internos, incluidos Kid Cosmic y The Willoughbys.

## Películas animadas
- J'ai perdu mon corps (2019)
- Klaus (2019)
- Los hermanos Willoughby  (2020)
- Más allá de la luna (2020)
- The SpongeBob Movie: Sponge on the Run (2020)
- The Mitchells vs. the Machines (2021)
- Vivo  (2021)
- Trollhunters: El despertar de los titanes (2021)
- Arlo the Alligator Boy  (2021)
- Wish Dragon  (2021)
- The Sea Beast  (2022)
- Apollo 10 1⁄2: A Space Age Childhood  (2022)
- Wendell & Wild (2022)
- El dragón de papá (2022)
- El ascenso de las Tortugas Ninja: La película
- Pinocho de Guillermo del Toro (2022)
- Entergalactic  (2022)
- Scrooge: Un cuento de Navidad  (2022)
- La elefanta del mago (2023)
- Nimona  (2023)
- Ladybug & Cat Noir: The Movie (2023)
- El Rey Mono (2023)
- Leo  (2023)
- Chicken Run: Dawn of the Nugget  (2023)
- Orión y la oscuridad (2024)
- The Casagrandes Movie (2024)
- The Imaginary (2024)
- In your Dreams  (2024)
- Saving Bikini Bottom: The Sandy Cheeks Movie  (2024)
- Thelma la unicornio (2024)
- Ultraman: el ascenso (2024)
- Woody Woodpecker Goes to Camp (2024)
- Spellbound  (2024)
- Wallace y Gromit (2024)
- That Christmas (2024)
- Los Cretinos  (2025)
- Rebelión en la granja (2025)
- Escape from Hat  (2025)